# Brevipalpus salignae
Brevipalpus salignae är en spindeldjursart som beskrevs av Meyer 1979. Brevipalpus salignae ingår i släktet Brevipalpus och familjen Tenuipalpidae. Inga underarter finns listade.